# Пуп Землі

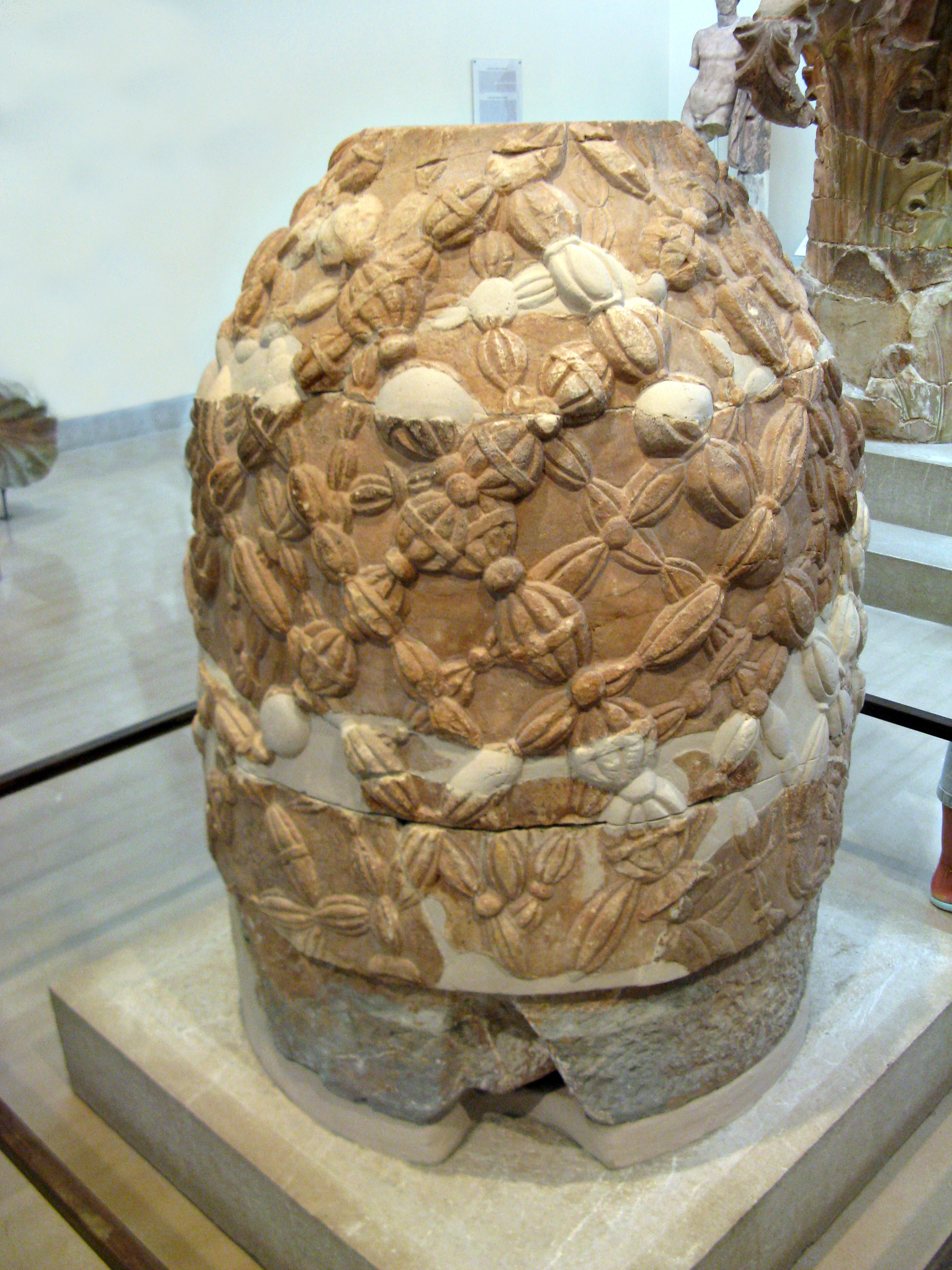
Омфал у дельфійському археологічному музеї

Пуп Землі — космологічне поняття центру світу в різних релігійно-міфологічних традиціях.

## У стародавньому світі

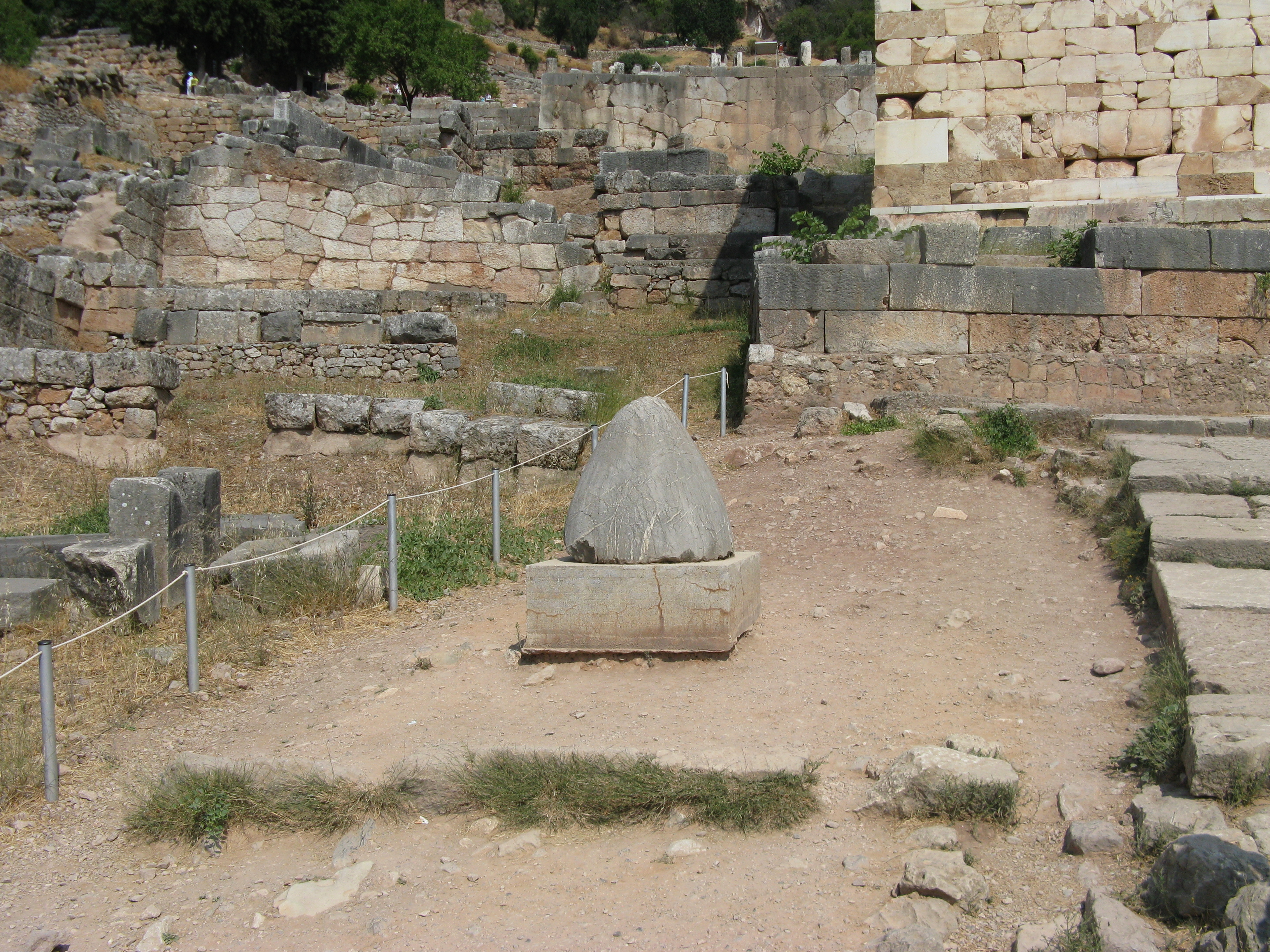
Пуп Землі в Дельфах

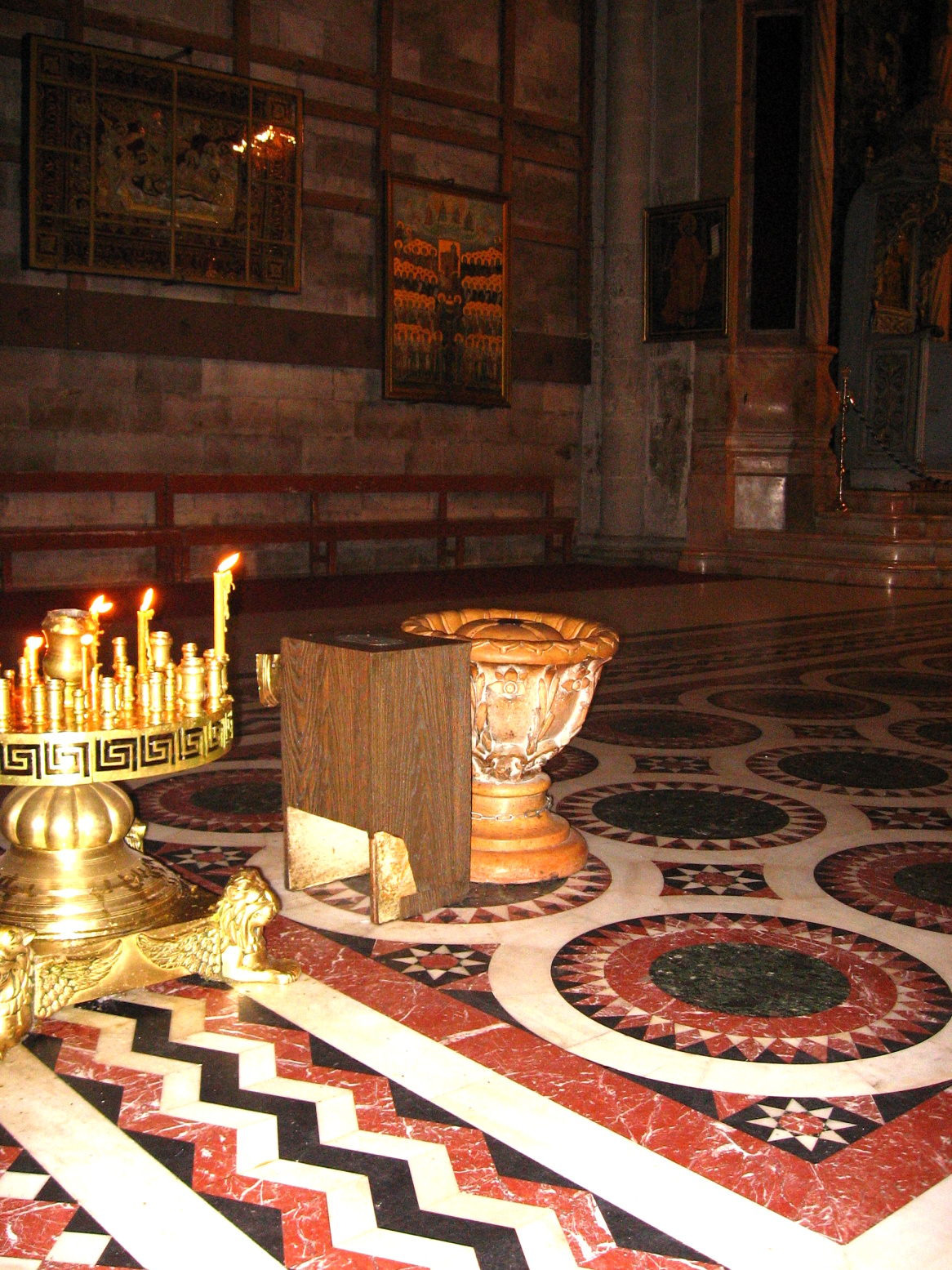
Пуп Землі у кафоліконі грецької православної церкви Храму Гробу Господнього

- Омфал (дав.-гр. ὀμφαλός — пуп) — стародавній культовий об'єкт (байт) в Дельфах, що вважався Пупом Землі. Цей камінь, присвячений Аполлону, зберігався в його храмі та мав вигляд монолітної брили і знаходився в целлі, в оточенні двох золотих орлів.

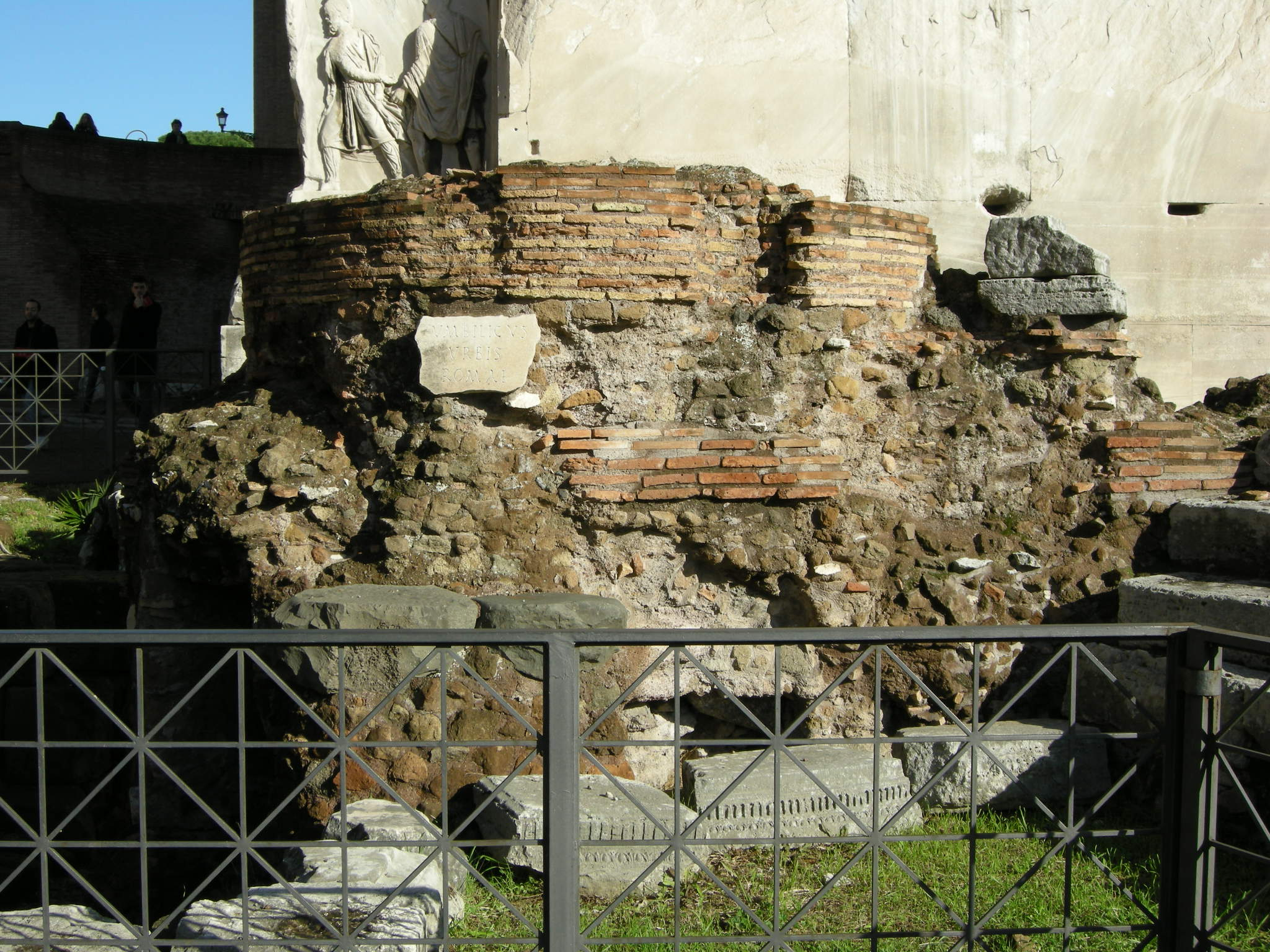
Пуп міста Рим та Римської імперії у сучасному стані

- Umbilicus urbis (лат. Umbilicus Urbis Romae) — руїни невеликого храму на Римському форумі, який символізував собою центр Рима та Римської імперії. Одночасно це місце (лат. mundus) служило входом у підземний світ — Мундус.

## В юдаїзмі
В Талмуді Наріжний камінь Храмової гори, на якому розташовувався Єрусалимський храм, а зараз стоїть мусульманський Купол Скелі, вважається наріжним каменем світобудови, оскільки саме з нього Господь почав Створення світу.
Згідно історії про Авімелеха з Книги Суддів (9:37) Пуп Землі — це топонім близько міста Сихема, можливо одна з священних гір — Гарізім.

## У християнстві
З давнини християни стали називати так Єрусалим, ґрунтуючись на словах псалма:  «Боже, віддавна мій Цар, Ти чиниш спасіння посеред землі!» , а також на словах пророка Єзекіїля:  «Так говорить Господь Бог: Цей Єрусалим Я поставив його серед народів, і навколо нього — землі.». У самому ж Єрусалимі, мало не з часів святої цариці Олени, стали вказувати Пуп Землі прямо навпроти входу в печеру Гробу Господнього. Тоді ж це місце зробилося символічним християнським центром Землі, місцем порятунку всього людського роду. За православної традиції воно і зараз знаходиться всередині Храму Гробу Господнього, на середині прямої лінії, що з'єднує вівтар православного Кафолікона і Кувуклію, каплицю, побудовану над Гробом Господнім. Щоб позначити його точне місце розташування, тут ставлять символічну невисоку мармурову чашу з кулею всередині, на якому накреслений хрест.

### Цікаво
- Чаша настільки легка, що її приковують ланцюгом, щоб туристи і паломники не зміщували або виносили її.

## В інших релігіях і міфологіях
Космогонічні уявлення будь-якої культури як правило містять подібні уявлення:
- Куско (кеч. Qusqu, Qosqo — Пуп Землі) — офіційна назва столиці Імперії інків.
- Те-Піто-те-Хенуа (рап. Te-Pito-te-henua — Пуп Землі) — на острові Пасхи рапануйці називають ритуальний майданчик з великим круглим каменем у центрі і чотирма меншого розміру по сторонах світу, а також це одна з назв самого острова.
- Мачу-Пікчу — «втрачене місто інків», індіанці кечуа називають це місце «Пуп Землі».
- Гора Суншань, не співвідноситься з уявленням про Землю як про тіло, проте трактувалася древніми китайцями як Центр Світу. У імперську епоху уявлення про гору як сакральний центр світу закріпилося за Тайшань.

## Переносне значення
- У переносному значенні «пуп Землі» — іронічний фразеологізм, що характеризує в людині зайву «сміливість» — самовпевненість, зарозумілість і егоїзм.